# Wladimir Klitschko
Ne doit pas être confondu avec Vitali Klitschko.
Wladimir Klitschko (en ukrainien : Володимир Володимирович Кличко ; transcription française : Volodymyr Volodymyrovytch Klytchko) est un boxeur ukrainien, né le 25 mars 1976 à Semipalatinsk (actuel Semeï) en RSS kazakhe.
Double champion du monde des poids lourds, de 2000 à 2003 et de 2006 à 2015, il détenait les ceintures WBA (Super), WBO (Super), IBF et la ceinture mineure IBO, ainsi que la ceinture The Ring remise par le magazine éponyme.
Il détient par ailleurs le deuxième plus long règne consécutif en tant que champion du monde poids lourds (neuf ans et sept mois), derrière Joe Louis. Il a disputé dans sa carrière vingt-huit championnats du monde et en a remporté vingt-cinq (dont dix-neuf avant la limite) étant un des rares boxeurs à avoir détenu les ceintures mondiales de trois fédérations simultanément. Wladimir annonce sa retraite le 3 août 2017.
Comme son frère Vitali, qui fut également champion du monde de boxe dans la catégorie poids lourds, il a étudié les sciences du sport à l’université pédagogique ukrainienne de Pereyaslav-Khmelnitsky. Il obtient un doctorat en sciences sportives en janvier 2001. Il parle en outre quatre langues : l'ukrainien, le russe, l'anglais et l'allemand.

## Biographie

### Enfance
Son père, Vladimir Rodionovitch Klitchko (1947–2011 à Kiev), était officier dans les forces aériennes soviétiques, en poste successivement en Asie centrale, en Allemagne, etc. finissant avec le grade de major général ; il a notamment participé au nettoyage de la centrale nucléaire de Tchernobyl en tant que liquidateur juste après la catastrophe nucléaire de 1986. Il décéda à la suite d'un cancer à l'âge de 64 ans. Sa mère, Nadejda Oulianovna, était enseignante.

### Carrière amateur
Wladimir Klitschko commence la boxe amateur au début des années 1990. En 1993, il remporte les championnats d'Europe junior en catégorie poids lourds, termine 2e du championnat du monde l'année suivante, et gagne en 1995 la médaille d'or dans le championnat militaire. En 1996, il termine 2e du championnat d'Europe. Ses résultats lui permettent de participer aux Jeux olympiques d'été à Atlanta en 1996, où il remporte la médaille d'or dans la catégorie des poids super-lourds.

### Débuts professionnels
Le même soir que son frère ainé Vitali, il fait ses débuts professionnels, le 16 novembre 1996, et l'emporte par KO. En deux ans, il aligne 24 succès dont 23 avant la limite, obtenant début 1998 la ceinture internationale WBC. Le 5 décembre 1998, il fait face à Ross Puritty, comptant 13 défaites en 38 combats. Wladimir domine le début du combat mais il n'a jusqu'ici jamais dépassé le 8e round et bientôt, il se fatigue. Au 10e round, Purrity l'envoie à terre. Il se relève mais à la reprise suivante, son entraîneur l'arrête, il connaît la première défaite de sa carrière.
Malgré cette défaite, il enchaîne à nouveau les victoires par la suite, remportant quelques ceintures mineures, mais également le titre de champion d'Europe EBU en battant le 25 septembre 1999 l'ancien challenger mondial Axel Schulz par arrêt de l'arbitre à la 8e reprise.

### Champion du monde WBO
Le 14 octobre 2000, après 34 victoires et 1 défaite, il a l'occasion de venger son frère Vitali en affrontant Chris Byrd pour le titre mondial WBO. En effet, ce dernier avait été déclaré vainqueur de Vitali 6 mois plus tôt, quand ce dernier qui menait aux points avait dû abandonner sur blessure. Le combat est à sens unique, Wladimir domine Chris Byrd, et l'envoie à terre au 9e et au 11e round. Il l'emporte par décision unanime des juges, avec une très large avance, et devient champion du monde à l'âge de 24 ans.
Il enchaîne alors plusieurs défenses victorieuses : En 2001, il bat en deux rounds Derrick Jefferson et met Charles Shufford KO d'un crochet du gauche au 6e round. En 2002, il domine François Botha, l'envoyant à terre au 8e round. Ce dernier se relève mais n'est plus en état de continuer. Il bat ensuite Ray Mercer dans un combat acharné où il l'envoie au tapis dès la première reprise. Mercer, fidèle à sa réputation, refait surface et blesse le champion WBO, qui à son tour le marque au visage dans le 5e round. Devenu une cible facile, Mercer est achevé dans le round suivant. L'Ukrainien finit l'année contre un Jameel McCline très prudent qui finit lui aussi KO.

### Série noire
Le 8 mars 2003, il défend son titre contre le Sud-Africain Corrie Sanders. Gros puncher, ce dernier l'envoie au sol quatre fois en deux rounds avant que l'arbitre n'arrête le combat (qui sera élu surprise de l'année par Ring Magazine). La même année, il remporte cependant la ceinture Intercontinentale WBA et la défend une fois. Mais 2004 va être la pire année de sa carrière :
Le 10 avril 2004, il tente de reprendre son titre WBO contre Lamon Brewster. Après avoir remporté les trois premiers rounds et l'avoir mis au tapis dans le 4e d'un enchaînement gauche-droite, Klitschko s'apprête à finir son adversaire en commençant le 5e round. Mais Brewster retourne à son avantage ce combat et d'une succession de crochets envoie l'Ukrainien dans les cordes. Ce dernier est au bord du KO, et est compté debout. L'arbitre l'autorise à reprendre mais il apparaît mal assuré. Il va au tapis au moment même où résonne le gong. Il se relève mais se montre incapable de rejoindre son coin par ses propres moyens et l'arbitre arrête la rencontre. Les pupilles de Wladimir sont dilatées, il finit à l’hôpital. Son frère Vitali pense alors qu'il est temps pour Wladimir d'arrêter sa carrière.
Son combat suivant contre le meilleur poids lourds du Colorado, Davarryl Williamson, est également compliqué. Après trois rounds, Wladimir est en tête sur les cartes des juges, mais un direct de Williamson au 4e round lui fait poser un genou à terre un très bref instant, il est compté. Un coup de tête jugé involontaire de Williamson le marque d'une coupure profonde en fin de 5e reprise, le médecin demande l'arrêt de la rencontre malgré les protestations de Klitschko, qui est néanmoins en tête sur les cartes de 2 des 3 juges. Il est déclaré vainqueur aux points mais la foule est très partagée. Sa seule consolation pendant cette année est de voir son frère redevenir champion tout en le vengeant contre Corrie Sanders.

### Tournant de carrière
Wladimir Klitschko désormais entraîné par le célèbre Emanuel Steward va alors changer de style. Les difficultés qu'il a connues dans ces quatre combats contre Sanders, Brewster, Williamson et Peter le poussent à adopter un style de boxe qui limite les risques et avantage son physique : il reste prudemment à distance, gagne les rounds à coup de jabs, neutralise les attaques de ses adversaires par des accrochages et ne recherche l'initiative que lorsqu'ils sont fatigués ou blessés, pour les achever en général avec son fameux direct du droit. Ce style efficace mais peu spectaculaire apparaît rébarbatif aux yeux des journalistes et du public, à tel point que malgré ses indéniables qualités physiques et techniques et son statut de no 1 de la catégorie à partir de 2006, il lui manque la reconnaissance et la popularité qu'ont connues les champions poids-lourds du passé.
Pour se replacer au sommet de la liste des challengers, Wladimir souhaite affronter le plus dangereux, et en 2005, il fait donc face au Nigérian invaincu Samuel Peter. Peter encaisse vite un nombre important de jabs du gauche de la part de Wladimir, qui bientôt double ses coups et place son direct du droit après le jab. Peter reste néanmoins dangereux et tente de répliquer avec de larges crochets, bien que son allonge et sa précision soient moindres, Wladimir est touché par quelques gros coups. Au 5e round, Peter envoie Wladimir à terre avec un coup illégal derrière la tête, pourtant compté comme un knocked down. Plus tard dans le round, une glissade de Wladimir suivie d'un coup à la nuque de Peter est à nouveau comptée comme un knocked down par l’arbitre. Wladimir gagne néanmoins les rounds suivants, Peter étant peu actif, ses yeux se fermant à force de coups. À plusieurs reprises, l'arbitre le réprimande pour coups derrière la tête. Le combat semble à nouveau tourner en la faveur de Peter dans la 10e reprise, il coince Wladimir dans les cordes, ce dernier s'en extrait mais un nouveau crochet lui fait mettre un genou à terre. Klitschko se relève et remporte les deux derniers rounds. La fin de 12e reprise sera appréciée par le public, Peter touchant durement Wladimir, ce dernier réplique et à la mi-round, Peter est clairement touché, vacillant. Le combat va pourtant au bout et les 3 juges rendent une décision unanime en faveur de Klitschko, tous trois avec le score de 114-111. Wladimir se déclarera satisfait, ayant "laissé ses défaites derrière lui" et Peter reconnaîtra sa défaite.

### Reprise du titre

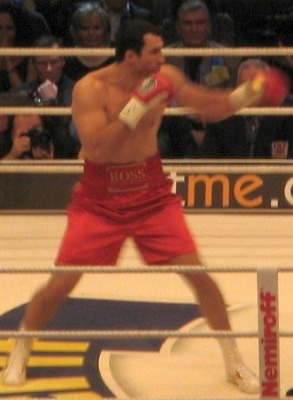
Wladimir Klitschko le 13 décembre 2008.

L’Ukrainien a l'occasion de reprendre une ceinture mondiale en 2006. Le 22 avril, il affronte le champion du monde IBF Chris Byrd. Au 5e round il l'envoie à terre d'un direct du droit, une combinaison de coups l'y renvoie à la 7e reprise, il remporte la rencontre, faisant mieux qu'au premier combat entre les deux hommes 6 ans plus tôt. Il est désormais double champion du monde.
Il défend son titre contre l'Américain invaincu Calvin Brock. Les deux adversaires paraissent prudents, Wladimir utilise presque exclusivement son jab au visage, Brock tente beaucoup de crochets au corps. Au 5e round le jab de Wladimir passe de plus en plus, bientôt, le champion enchaîne avec des directs. Malgré une coupure due à un coup de tête accidentel de Brock, Wladimir contrôle et dans la 7e reprise appuie de plus en plus ses coups, une accélération envoie Brock à terre, l'arbitre arrête la rencontre. Son punch parle à nouveau lors de sa défense suivante contre Ray Austin, au 2e round il le met KO sur 4 crochets du gauche consécutifs.
Le 7 juillet 2007 il accomplit la revanche qui lui tenait à cœur contre Lamon Brewster, de retour après un an d'inactivité à cause d'un décollement de la rétine. Ce dernier démarre le combat en trombe mais une fois encore, le jab du gauche de Wladimir parle. Le combat est à sens unique, Brewster ne trouve pas la solution face à L'Ukrainien et abandonne à l'issue du 6e round. Le champion remerciera au passage Brewster qui fut le seul de ses vainqueurs à avoir bien voulu lui accorder sa revanche.

### Champion unifié
Le 23 février 2008, au Madison Square Garden de New York, il devient le premier champion unifié IBF-WBO des poids lourds depuis 1999 en battant prudemment le Russe jusqu'alors invaincu Sultan Ibragimov aux points, une fois encore en ayant donné des jabs à répétitions, au grand mécontentement des spectateurs. Son adversaire suivant est son ancien sparring partner, l'Américain Tony Thompson. Ce dernier va résister à Klitschko plus durement que l'ukrainien ne le pensait mais le champion contrôle néanmoins le combat, et au 11e round, alors que Thompson montre des signes de fatigue de plus en plus évidents, une rapide droite du champion met l'Américain KO, Thompson connaît sa première défaite par KO.
Alors qu'il doit rencontrer en décembre 2008 Aleksandr Povetkin, le challenger no 1 IBF, celui-ci se blesse à l'entraînement. Le champion doit trouver un adversaire en urgence et affronte l'ex-champion Hasim Rahman, qu'il bat sans trop de difficultés, l'arbitre mettant fin au combat au 7e round. Alors que le combat très attendu contre l'ancien champion lourd-légers David Haye se prépare, ce dernier se blesse lui aussi à l'entraînement et Klitschko doit à nouveau se rabattre sur un autre adversaire, l'ancien champion du monde WBA, l'ouzbek invaincu Ruslan Chagaev, le 20 juin 2009. Chagaev abandonne à l'appel de la 10e reprise, blessé et frustré, n'ayant jamais trouvé la faille dans la défense de son adversaire. Klitschko obtient en prime la ceinture Ring Magazine.
Le 20 mars 2010, il domine l'Américain Eddie Chambers, challenger officiel WBO. Alors largement en tête sur les cartes des juges, Wladimir met KO son adversaire à 13 secondes de la fin du combat d'un direct du gauche. Le 11 septembre de la même année, il rencontre une nouvelle fois le Nigérian Samuel Peter. Il use son adversaire, et au 10e round Peter a de plus en plus de mal à rester debout. Une succession de crochets et d’uppercut de Klitschko met fin au combat.

### Klitschko contre David Haye
Le public attend le combat contre David Haye, gros frappeur, champion du monde WBA et ancien champion du monde unifié des poids lourds-légers. Il se déroule finalement le 2 juillet 2011 à la Imtech Arena de Hambourg, mais il est à sens unique. David Haye ne trouve pas la solution contre Wladimir. Bien que ce dernier soit pénalisé d'un point pour avoir poussé Haye à la 8e reprise, il est déclaré vainqueur aux points avec une avance de 6 à 10 points sur les cartes des juges. Wladimir Klitschko réunifie ainsi les titres IBF-WBO-WBA. C'est le premier boxeur poids lourds à détenir trois ceintures depuis Lennox Lewis en 2000. Avec son frère Vitali, les Klitschko détiennent ainsi tous les titres de la catégorie.

### Domination des poids lourds
Wladimir était censé affronter l'ancien double champion du monde des lourds-légers, le Français Jean-Marc Mormeck le 10 décembre 2011, mais à quelques jours du combat, il est opéré pour un calcul rénal. Le combat a donc lieu le 3 mars 2012. À aucun moment Wladimir n'est en danger, Mormeck est particulièrement inactif, va à terre dès la 2e reprise et y retourne à la 4e, l'arbitre arrête le combat. Wladimir bat une deuxième fois l'Américain Tony Thompson le 7 juillet sans difficulté, l'américain est mis à terre deux fois, le combat est arrêté après 6 rounds. Il clôt l'année en s'imposant largement aux points face au Polonais précédemment invaincu Mariusz Wach.
Le 4 mai 2013, l'italien invaincu Francesco Pianeta, dominé, est arrêté par l'arbitre à la 6e reprise. Le 5 octobre 2013, Wladimir affronte le Russe invaincu, Alexander Povetkin. Dans un combat où les deux hommes se seront beaucoup accrochés, provoquant les sifflets du public, L'Ukrainien, pénalisé pour avoir poussé son adversaire, le met néanmoins au tapis au 2e round, et trois fois dans le 7e. Le combat va au bout mais Wladimir le remporte avec une large avance sur les cartes des juges.
Le 26 avril 2014, Wladimir combat l'Australien Alex Leapai. Ce dernier est pris de vitesse et envoyé à terre après une minute de combat. Wladimir enchaine un grand nombre de coups sans difficulté, Leapai est mis KO au 5e round. En raison d'une blessure, le champion doit remettre son combat contre le Bulgare invaincu Kubrat Pulev du 16 septembre au 15 novembre 2014. Le soir du combat, Wladimir envoie son adversaire deux fois à terre dans le premier round, une nouvelle fois dans la troisième reprise, et pour le compte au 5e round.
Le 25 avril 2015, il affronte l'Américain invaincu Bryant Jennings, disputant un match aux États-Unis pour la première fois depuis février 2008, et l'emporte par décision unanime des juges.

### Perte de ses titres
Le 28 novembre 2015, il s'incline face au Britannique invaincu Tyson Fury aux points. Cette défaite met fin à une série d'invincibilité de plus de 11 ans. Alors que le contrat passé avec Fury imposait un match retour en cas de défaite du champion, Fury repousse plusieurs fois la date du combat à cause de blessures avant de finalement annoncer suspendre sa carrière à cause de problèmes personnels ; ses titres de champion du monde passent vacants. Klitschko affronte alors le 29 avril 2017 le nouveau champion IBF, Anthony Joshua, dans un combat pour les titres IBF de Joshua et WBA vacant. Joshua remporte la victoire non sans difficulté par arrêt de l'arbitre au 11e round.

### Fin de carrière
Depuis l'été 2016, il est docent à l'université de Saint-Gall.
Le 3 août 2017, il annonce sa retraite après onze ans de règne. Il est aujourd'hui considéré comme l'un des meilleurs boxeurs de l'histoire. Sa revanche contre le boxeur britannique Anthony Joshua n'a donc finalement pas eu lieu. Klitschko annonce par ailleurs qu'il se consacrera dorénavant à des activités entrepreneuriales et philanthropiques.
En février 2022, il s'engage dans les forces armées de l'Ukraine dans l'intention de défendre son pays contre l'invasion par la Russie.

## Liste des combats professionnels de Wladimir Klitschko
| N° | Date              | Lieu            | Adversaire          | Résultat | Type                | Round | Observations |
| 69 | 29 avril 2017     | Londres         | Anthony Joshua      | défaite  | TKO                 | 11    | Pour les titres WBA, IBF et IBO. |
| 68 | 28 novembre 2015  | Düsseldorf      | Tyson Fury          | defaite  | Décision (unanime)  | 12    | Défense des titres WBA, WBO, IBF et IBO |
| 67 | 25 avril 2015     | New York        | Bryant Jennings     | victoire | Décision (unanime)  | 12    | Défense des titres WBA, WBO, IBF et IBO |
| 66 | 15 novembre 2014  | Hambourg        | Kubrat Pulev        | victoire | KOT                 | 5     | Seule la ceinture IBF était en jeu car Pulev ne s'était pas acquitté des frais pour les autres ceintures détenues par Klitschko.                                                             |
| 65 | 26 avril 2014     | Oberhausen      | Alex Leapai         | victoire | KOT                 | 5     | Défense des titres WBA, WBO, IBF et IBO |
| 64 | 5 octobre 2013    | Moscou          | Aleksandr Povetkin  | victoire | Décision (unanime)  | 12    | Défense des titres WBA, WBO, IBF et IBO |
| 63 | 4 mai 2013        | Mannheim        | Francesco Pianeta   | victoire | KOT                 | 6     | Défense des titres WBA, WBO, IBF et IBO |
| 62 | 10 novembre 2012  | Hambourg        | Mariusz Wach        | victoire | Décision (unanime)  | 12    | Défense des titres WBA, WBO, IBF et IBO |
| 61 | 7 juillet 2012    | Berne           | Tony Thompson       | victoire | KOT                 | 6     | Défense des titres WBA, WBO, IBF et IBO |
| 60 | 3 mars 2012       | Düsseldorf      | Jean-Marc Mormeck   | victoire | KO                  | 4     | Défense des titres WBA, WBO, IBF et IBO |
| 59 | 2 juillet 2011    | Hambourg        | David Haye          | victoire | Décision (unanime)  | 12    | Pour la ceinture WBA. Défense des titres WBO, IBF et IBO |
| 58 | 11 septembre 2010 | Francfort       | Samuel Peter        | victoire | KO                  | 10    | Défense des titres WBO, IBF et IBO |
| 57 | 20 mars 2010      | Düsseldorf      | Eddie Chambers      | victoire | KO                  | 12    | Défense des titres WBO, IBF et IBO |
| 56 | 20 juin 2009      | Gelsenkirchen   | Ruslan Chagaev      | victoire | Abandon             | 9     | Défense des titres WBO, IBF et IBO |
| 55 | 13 décembre 2008  | Mannheim        | Hasim Rahman        | victoire | KOT                 | 7     | Défense des titres WBO, IBF et IBO |
| 54 | 12 juillet 2008   | Hambourg        | Tony Thompson       | victoire | KO                  | 11    | Défense des titres WBO, IBF et IBO |
| 53 | 23 février 2008   | New York        | Sultan Ibragimov    | victoire | Décision (unanime)  | 12    | Pour la ceinture WBO. Défense des titres IBF et IBO |
| 52 | 7 juillet 2007    | Cologne         | Lamon Brewster      | victoire | Abandon             | 6     | Défense des titres IBF et IBO. |
| 51 | 10 mars 2007      | Mannheim        | Ray Austin          | victoire | KO                  | 2     | Défense des titres IBF et IBO. |
| 50 | 11 novembre 2006  | New York        | Calvin Brock        | victoire | KOT                 | 7     | Défense des titres IBF et IBO. |
| 49 | 22 avril 2006     | Mannheim        | Chris Byrd          | victoire | KOT                 | 7     | Pour les titres IBF et IBO (vacant), Wladimir Klitschko reconquiert un titre mondial. |
| 48 | 24 septembre 2005 | Atlantic City   | Samuel Peter        | victoire | Décision (unanime)  | 12    | Pour la ceinture NABF. Le vainqueur sera le challenger pour le titre IBF. |
| 47 | 23 avril 2005     | Dortmund        | Eliseo Castillo     | victoire | KOT                 | 4     | |
| 46 | 10 octobre 2004   | Las Vegas       | DaVarryl Williamson | victoire | Décision (partagée) | 5     | Arrêt sur coupure profonde de Klitschko. |
| 45 | 10 avril 2004     | Las Vegas       | Lamon Brewster      | défaite  | KOT                 | 5     | Pour la ceinture WBO vacante. |
| 44 | 20 décembre 2003  | Kiel            | Danell Nicholson    | victoire | KOT                 | 4     | Pour la ceinture inter-continentale WBA. |
| 43 | 30 août 2003      | Munich          | Fabio Eduardo Moli  | victoire | KO                  | 1     | Pour la ceinture inter-continentale WBA vacante. |
| 42 | 8 mars 2003       | Hanovre         | Corrie Sanders      | défaite  | KO                  | 2     | Défense de la ceinture WBO |
| 41 | 7 décembre 2002   | Las Vegas       | Jameel McCline      | victoire | Abandon             | 10    | Défense de la ceinture WBO |
| 40 | 29 juin 2002      | Atlantic City   | Ray Mercer          | victoire | KOT                 | 6     | Défense de la ceinture WBO |
| 39 | 16 mars 2002      | Stuttgart       | François Botha      | victoire | KOT                 | 8     | Défense de la ceinture WBO |
| 38 | 4 août 2001       | Las Vegas       | Charles Shufford    | victoire | KOT                 | 6     | Défense de la ceinture WBO |
| 37 | 24 mars 2001      | Munich          | Derrick Jefferson   | victoire | KOT                 | 2     | Défense de la ceinture WBO |
| 36 | 14 octobre 2000   | Cologne         | Chris Byrd          | victoire | Décision (unanime)  | 12    | Premier combat pour un titre mondial de Wladimir Klitschko, pour la ceinture WBO. |
| 35 | 15 juillet 2000   | Londres         | Monte Barrett       | victoire | KOT                 | 10    | |
| 34 | 29 avril 2000     | New York        | David Bostice       | victoire | KOT                 | 2     | Défense de la ceinture inter-continentale WBA |
| 33 | 18 mars 2000      | Hambourg        | Paea Wolfgramm      | victoire | KO                  | 1     | 2e combat entre les deux hommes après celui en finale des jeux olympiques de 1996 à Atlanta, que Klitschko avait également remporté à l'époque. Pour la ceinture internationale WBC vacante. |
| 32 | 4 décembre 1999   | Hanovre         | Lajos Eros          | victoire | KO                  | 2     | Défense du titre de champion d'Europe EBU, et de la ceinture inter-continentale WBA. |
| 31 | 12 novembre 1999  | Las Vegas       | Phil Jackson        | victoire | KO                  | 2     | |
| 30 | 25 septembre 1999 | Cologne         | Axel Schulz         | victoire | KOT                 | 8     | Pour la ceinture du titre de champion d'Europe EBU. Défense de la ceinture inter-continentale WBA.                                                                                           |
| 29 | 17 juillet 1999   | Düsseldorf      | Joseph Chingangu    | victoire | Abandon             | 4     | Pour la ceinture inter-continentale WBA vacante. |
| 28 | 22 mai 1999       | Budapest        | Tony LaRosa         | victoire | KOT                 | 1     | |
| 27 | 24 avril 1999     | Munich          | Everett Martin      | victoire | KOT                 | 8     | |
| 26 | 13 février 1999   | Stuttgart       | Zoran Vujecic       | victoire | KO                  | 1     | |
| 25 | 5 décembre 1998   | Kiev            | Ross Puritty        | défaite  | KOT                 | 11    | Défense de la ceinture internationale WBC. |
| 24 | 14 novembre 1998  | Munich          | Donnell Wingfield   | victoire | KO                  | 1     | |
| 23 | 3 octobre 1998    | Augsbourg       | Eli Dixon           | victoire | KOT                 | 3     | |
| 22 | 19 septembre 1998 | Oberhausen      | Steve Pannell       | victoire | KO                  | 2     | |
| 21 | 6 août 1998       | Marksville      | Carlos Monroe       | victoire | KO                  | 2     | |
| 20 | 10 juillet 1998   | Munich          | Najee Shaheed       | victoire | KO                  | 1     | Défense de la ceinture internationale WBC |
| 19 | 23 mai 1998       | Offenbourg      | Cody Koch           | victoire | KO                  | 4     | Défense de la ceinture internationale WBC |
| 18 | 14 mars 1998      | Hambourg        | Everett Martin      | victoire | Décision (unanime)  | 8     | |
| 17 | 14 février 1998   | Stuttgart       | Marcus McIntyre     | victoire | KO                  | 3     | Pour la ceinture internationale WBC vacante. |
| 16 | 20 décembre 1997  | Offenbourg      | Derrick Lampkins    | victoire | KO                  | 1     | |
| 15 | 13 décembre 1997  | Hambourg        | Ladislav Husarik    | victoire | KO                  | 3     | |
| 14 | 6 décembre 1997   | Hessen          | Jerry Halstead      | victoire | KOT                 | 2     | |
| 13 | 11 octobre 1997   | Brandebourg     | Marcos Gonzalez     | victoire | KO                  | 2     | |
| 12 | 20 septembre 1997 | Aix-la-Chapelle | James Pritchard     | victoire | KOT                 | 3     | |
| 11 | 23 août 1997      | Stuttgart       | Biko Botowamungu    | victoire | Disqualification    | 4     | |
| 10 | 12 juillet 1997   | Hagen           | Gilberto Williamson | victoire | KOT                 | 3     | |
| 9  | 27 juin 1997      | Offenbourg      | Salvador Maciel     | victoire | KO                  | 1     | |
| 8  | 13 juin 1997      | Oberhausen      | Paul Ashley         | victoire | KO                  | 2     | |
| 7  | 10 mai 1997       | Francfort       | Mark Wills          | victoire | Abandon             | 2     | |
| 6  | 12 avril 1997     | Aix-la-Chapelle | Mark Young          | victoire | Disqualification    | 6     | |
| 5  | 15 février 1997   | Cottbus         | Carlos Monroe       | victoire | KO                  | 2     | |
| 4  | 25 janvier 1997   | Stuttgart       | Troy Weida          | victoire | KOT                 | 3     | |
| 3  | 21 décembre 1996  | Francfort       | Bill Corrigan       | victoire | KOT                 | 1     | |
| 2  | 30 novembre 1996  | Wiener Neustadt | Exum Speight        | victoire | KOT                 | 2     | |
| 1  | 16 novembre 1996  | Hambourg        | Fabian Meza         | victoire | KO                  | 1     | |

## Titres professionnels en boxe anglaise

### Titres mondiaux majeurs
- Champion du monde poids lourds WBO (2000-2003) et (2008-2015)
- Champion du monde poids lourds IBF (2006-2015)
- Champion du monde poids lourds WBA (2011-2015)

### Titres mondiaux mineurs
- Champion du monde poids lourds IBO (2006-2015)
- Champion du monde poids lourds The Ring (2009-2015)

### Titres régionaux/internationaux
- Champion poids lourds WBC International (1998) et (2000)
- Champion poids lourds WBA Inter-Continental (1999-2000) et (2003)
- Champion d'Europe poids lourds EBU (1999)
- Champion d'Amérique du Nord poids lourds NABO (2005)
- Champion d'Amérique du Nord poids lourds NABF (2005)

## Anecdotes
- Tout comme son frère, il fut garde du corps.
- Wladimir apparaît dans le film Ocean's Eleven, où il affronte Lennox Lewis.
- Mariage en 1996-1998 avec Aleksandra Klitschko (modèle)[30].
- Il est diplômé le 18 décembre 2001 en Pereyaslav-Khmelnitsky Pedagogical Institute à l'université de Kiev.
- Il était en couple avec l'actrice Hayden Panettiere de début 2009 à mai 2011. Après une rupture d'un an et demi, ils sont de nouveau ensemble depuis janvier 2013. Leur fille Kaya est née le 9 décembre 2014[31].
- Vitali et lui ont promis à leur mère qu'ils ne s'affronteraient jamais sur un ring.
- Le 29 mars 2012 au cours d'une vente de charité, Wladimir Klitschko a vendu aux enchères, pour un million de dollars, sa médaille d'or obtenue en 1996. Il indique avoir reversé intégralement cette somme à sa fondation Klitschko Brothers Foundation, qui vient en aide aux enfants ukrainiens[32]. L'acquéreur lui a finalement rendu sa médaille[33].

## Distinctions
- En 2010, un timbre ukrainien est édité à son nom.
- Wladimir Klitschko est membre de l'International Boxing Hall of Fame depuis 2021.
- L'astéroïde (212723) Klitschko est nommé en l'honneur de lui et son frère Vitali.